# Fab lab
Fab lab (z anglického Fabrication Laboratory – „výrobní laboratoř“) je sdílená dílna určená jednotlivcům k výrobě počítačově navrhovaných produktů, projektů a uměleckých děl. Bývá vybavena řadou počítačem řízených výrobních strojů, jako je laserová řezačka, CNC frézka, řezací plotter nebo 3D tiskárna. Fab laby bývají silně spojovány s kulturou DIY (Udělej si sám), open-source hardwarem a svobodným a otevřeným softwarem.

## Historie
První fab lab vznikl na Massachusettském technologickém institutu jako součást předmětu s názvem „Jak vyrobit (téměř) cokoliv“ (Fabrication Laboratory) v roce 2001. Později byla vydána tzv. FabLab Charter, která říká, na jakých principech fab lab funguje. Kdokoliv tyto principy naplní a koho schválí ho jeden z fab labů, které mají roli tzv. rozhodčích, stane se součástí mezinárodní sítě, jež exponenciálně roste. První oficiální fab lab v České republice je FabLab Brno, jenž byl spuštěn 19. dubna 2017.

## Další koncepty otevřených dílen
- Fab lab – vybavení řádově za 100 000 USD, otevřená platforma pro kohokoliv, slouží především pro edukativní účely, sdílení projektů a know-how.
  - FabFi – síť fab labů umístěné po celém městě.
- Techshop – high tech vybavení řádově za 750 000 USD vhodné i ke svařování, obrábění kovů atd. Zakladatel techshopu sepsal manifest tvůrců.
- Hackerspace – obvykle provozují samostatně malé skupiny lidí, kteří se vzájemně učí, sdílí vybavení a projekty.
- Makerspace – obecně každé místo určené k tvoření, zahrnuje tedy i fab laby, techshopy a hackerspace.

## Otevřené dílny v ČR
V České republice se první otevřená dílna FabLab Brno objevila v roce 2017 v brněnském Jihomoravském inovačním centru.
Další dílny v ČR:
- PrusaLab navazující na úspěch firmy Průša, která vyrábí 3D tiskárny[4]
- FutLab[5]
- Fajná Dílna[6]
- FabLab Experience, jako další projekt brněnského Fablabu[7]
- FabLab Jičín